# Guy Orsoni
Guy Orsoni (?, 26 d'octubre del 1958 - Porto-Vecchio, 17 de juliol del 1983) fou un militant cors, germà d'Alain Orsoni. Fou assassinat el 17 de juliol de 1983, i és considerat com un dels màrtirs del nacionalisme cors.
Guy Orsoni era membre del FLNC i havia estat interpel·lat a finals dels anys 1970 i la Cort de Seguretat de l'Estat el va condemnar a una pena de presó el maig de 1980.

## Assassinat
Guy Orsoni fou segrestat per dos delinqüents del sud de Còrsega. Sembla que els membres de la bande del Valinco dirigida per Jean Alfonsi Jeannot le Long tenien la intenció de desfer-se del seu oncle Roger Orsoni, aleshores dirigent del FLNC. Guy Orsoni fou fet presoner al lion de Roccapina i fou estabornit i tancat en el maleter de la furgoneta del seu oncle, una Mercedes. Sembla que va morir a l'interior de l'habitatge.
Els components del grup eren Jean-Marc Leccia, un traficant de drogues que treballava pels Zemour i Salvatore Contini, un sard membre de l'Anonima sequestri, la màfia sarda.
Jean-Marc Leccia va demanar ajut Jean Alfonsi, dit "Jeannot le Long", cap de la banda de Valinco, qui amb l'ajut de Henri Rossi, Paul Andréani i Salvatore Contini, van raptar i assassinar Guy Orsoni, el cos del qual no es va trobar pas.

## Repressàlies
El 7 de juny de 1984, Pierre Albertini, Bernard Pantalacci i Pantaléon Alessandri assassinaren dos dels presumptes culpables (Jean-Marc Leccia i Salvatore Contini) a la Comissaria d'Ajaccio. Tots tres foren condemnats a vuit anys de presó. Georges Moretti i Jean Vesperini, dos militants del FLNC de reforç, foren condemnats a cinc anys de presó. Alain Orsoni també fou condemnat per "apologia d'assassinat".